# Gåsvik
Gåsvik is een plaats in de gemeente Norrtälje in het landschap Uppland en de provincie Stockholms län in Zweden. De plaats heeft 55 inwoners (2005) en een oppervlakte van 40 hectare. Gåsvik wordt omringd door zowel landbouwgrond als bos en ligt aan het meer Gåsviksjön en een inham van de Oostzee/Botnische Golf ligt slechts één kilometer ten oosten van de plaats. De stad Norrtälje ligt zo'n twintig kilometer ten zuiden van het dorp.